# Dino Bonardi
Dino Bonardi (Lucca, 21 marzo 1896 – Milano, 16 aprile 1966) è stato un giornalista e scrittore italiano.

## Biografia
Era figlio di Edoardo Bonardi (Laino d'Intelvi, 1860-1919), medico, chirurgo e parlamentare socialista.
Dopo essersi laureato in giurisprudenza presso l'Università di Milano, si dedicò soprattutto al giornalismo e alla critica d'arte. Fu redattore teatrale al «Corriere della sera» e per molti anni critico d'arte nei giornali Il secolo e La sera. Collaborò a numerosi periodici. Dal 1936 fino alla morte diresse la Biblioteca del Circolo filologico di Milano.
Fu autore di vari volumi sulla storia dell'arte e dell'estetica, nonché scrittore di romanzi, novelle e opere teatrali, tra cui Il Capitan Fortuna, Milano, Gorlini.